# 5744 Yorimasa
5744 Yorimasa este un asteroid din centura principală de asteroizi.

## Descriere
5744 Yorimasa este un asteroid din centura principală de asteroizi. A fost descoperit pe 14 decembrie 1990 la Yakiimo de Akira Natori și Takeshi Urata. Asteroidul prezintă o orbită caracterizată de o semiaxă mare de 2,22 ua, o excentricitate de 0,14 și o înclinație de 4,8° în raport cu ecliptica.